# Пиратски кодекс
Пиратският кодекс e сбор от правила за поведение на пиратите - дисциплина, подялба на крадени стоки, както и обезщетение за ранени пирати.
Такива кодекси са писани от почти всички известни капитани на пиратски кораби. За да влезе кодекса в сила, всеки член на екипажа е длъжен да го подпише. След всичко това този кодекс се слага някъде на видно място. До нас са достигнали няколко такива кодекса. Споменаването на кодекса се отнася към първата половина на 17 век.
Оцелели са 4 пълни или почти пълни пиратски кодекса, главно в книгата на Чарлз Джонсън „Обща история на пиратите“, публикувана за първи път през 1724 година. Частичен кодекс на Хенри Морган е запазен от 1678 г. в книгата на Александър Екскемелин „Пиратите на Америка“. Малко са оцелелите пиратски кодекси, защото пред залавяне пиратите обикновено ги изгарят или ги хвърлят в морето, за да предотвратят използването им от вестници или в съда.